# Бероун
Бероун (на чешки: Beroun) е град в западната част на Чехия, център на община с разширени пълномощия и на едноиммения окръг Бероун.

## География
Градът е разположен на 30 km югозападно от Прага, при сливането на реките Бероунка и Литавка. Площта му е 31,3 km².

## История
Първоначално селището е наричано На Броде (на чешки: na Brodě). Получава името Берн (или Бероун, което означава Верона) през 13 век, когато Карл IV му дава статут на град. Бероун веднага започва да се развива с бързи темпове.
През 1421 г. е превзет с щурм от войските на Ян Жижка, след което се налага да се построи на практика отново. Градът също така пострадва и по време на Тридесетгодишната война.

## Забележителности
Близо до централната част на града, на склоновете на хълм е разположен медведариум, в който живеят три мечки: Куба, Войта и Матей.
На върха на хълма си намира наблюдателна кула. В града има и музей на карста в Средночешкия край.